# 东疆建设开发纪念公园
东疆建设开发纪念公园，位于天津市滨海新区天津港东疆综合保税区东南端，东侧为北大防波堤海域，西侧为天津国际邮轮母港，总面积4.1万平方米。
东疆建设开发纪念公园旨在纪念东疆港区填海造陆建设开发10周年而建设，2012年6月26日，正式建成对外开放。